# Zsigmond Enikő
Zsigmond Enikő (Marosvásárhely, 1944. július 21. – 2025. május 29.) erdélyi magyar geológus, földrajzi, turisztikai szakíró.

## Életútja
A középiskolát Sepsiszentgyörgyön végezte (1958-62). A Babeș–Bolyai Tudományegyetem (BBTE-n) szerzett geológusi diplomát (1967). 1968-–69-ben a Csíkszeredai Helyiipari Vállalatnál, 1970-ben a sepsiszentgyörgyi Bazalt Helyiipari Vállalatnál, majd 1971-ig újra Csíkszeredában, a Megyei Építkezési Vállalatnál, végül nyugdíjazásáig (1990) a HAMEROCK (HARGITA METAL ROCĂ) BÁNYAIPARI ÉS BÁNYAGÉPGYÁRTÓ VÁLLALATNÁL dolgozott. 
Nyugdíjasként a Kájoni János Gimnáziumban turisztikai földrajzot tanított 2008-ig. Közben idegenvezetőként tevékenykedett 1993–2016 között. A Jöjjön Velünk amatőr turistamozgalom tagja 1979–1989 között. A rendszerváltás után a Csíki Természetjáró és Természetvédő Egyesület (Cs. T.T.E) egyik alapító tagja és alelnöke.

## Munkássága
Első írását 1973-banMegismerhetjük-e a Föld múltját? címmel a Munkásélet (hetilap, 1957–1989) közölte. Számos hazai napi- és hetilapban, folyóiratban jelentek meg földrajzi, turisztikai cikkei; 1980–1985 között a (Hargita, Hargita Népe ) napilapban a 'Jöjjön velünk!' amatőr turistamozgalomról jelentett meg élménybeszámolókat. A Hargita Népében (1995–1998) a megye környezetvédelmi területeiről elsőként jelentett meg sorozatot. Majd az Erdélyi Gyopárban (az EKE turisztikai folyóirata) közölt és közöl folyamatosan turisztikai-ismeretterjesztő cikkeket. 
1997–2017 között háromnyelvű, hátlapszöveges turistatérképeket szerkesztett és adott ki (Hargita hegység, a Szt. Anna-tó és környéke, Csíki-havasok, Gyimesek, Nemere-hegység, a Székelyföld borvizei és gyógyfürdői). Elsőként szerkesztett ilyen típusú térképeket, melyek közül a Szt. Anna-tó és a Borvizek díjnyertes térképek a Szép Magyar Térkép c. évi kiállításokon 1998 illetve 2000-ben. A kászoni borvizekről írt tanulmányát a sepsiszentgyörgyi Acta múzeumi kiadvány (1997) közölte.
Társszerzője több, Váradi Péter Pál Erdély – Székelyföld c. fotóalbum-sorozatában megjelent kötetnek: 
- Alcsík és Kászon (Gaál Anikóval és Sántha Emőkével, Budapest, 1995)
- Közép- és Felcsík (Lőwey Lillával, Budapest, 1996)

Társszerzője a Barangolás a Székelyöldön c. sorozatban megjelent Hargita megye c. kötetnek (Vargyas Antallal és Pomjánek Bélával, Csíkszereda 1998; 2. kiad. Csíkszereda, 2005); a Pallas Akadémia Kiadó gondozásában. A budapesti Kornétás Kiadó szerkesztésében látott napvilágot az Erdélyi túrák c. kalauz (szerkesztő Pusztay Sándor, Budapest, 2003), amely, akárcsak 450 erdélyi túra c. kötete (Budapest, 2008) 51 hegység turisztikai vonatkozásait mutatja be.

## Főbb művei
- Csomád hegycsoport, Szent Anna-tó és környéke. Turisztikai kalauz; Pallas-Akadémia, Csíkszereda, 1998 (Erdély hegyei)
- A Szent Anna-tó és környéke. Csomád-Büdös térség (szabadidőtérkép; Csíkszereda 1997; újranyomás Csíkszereda, 2004)
- Csíki-havasok (Csíkszereda, 1999)
- A Nemere-hegység (Csíkszereda, 2003)
- Pomjánek Béla–Vargyas Antal–Zsigmond Enikő: Hargita megye. Útikönyv; bőv., jav. kiad.; Pallas-Akadémia, Csíkszereda, 2004 (Barangolás a Székelyföldön) + térkép
- Csomád-hegycsoport, Tusnádfürdő és környéke (Csíkszereda, 2004)
- Csíki-havasok és Gyimes völgye (Csíkszereda, 2004)
- Székelyföld gyógyvizei (idegenforgalmi térkép, Budapest, 2005)
- Pusztay Sándor–Zsigmond Enikő: 450 erdélyi túra. Túrakalauz; Kornétás, Budapest, 2008
- Izland, ahol az idő születik; Tortoma, Barót, 2017 (Világjáró erdélyiek)
- A Hargita-hegység turistakalauza; Tortoma, Barót, 2019 (A Kárpát-koszorú hegyei)